# Aneta Krogulska
Aneta Felicja Krogulska (ur. 21 marca 1958) – polska lekarka, specjalistka pediatrii i alergologii, ekspertka w dziedzinie alergii pokarmowych. 

## Życiorys
Aneta Krogulska w 1983 ukończyła studia na Wydziale Lekarskim Akademii Medycznej w Łodzi. W 1993 uzyskała tamże stopień doktora nauk medycznych na podstawie napisanej pod kierunkiem Barbary Dębiec dysertacji Ocena układu krążenia i rozwoju fizycznego dzieci matek z wrodzonymi wadami serca. Ukończyła specjalizację I (1988) i II stopnia (1994) w dziedzinie pediatrii. W 2005 uzyskała tytuł specjalistki w zakresie alergologii. W 2012, na podstawie dorobku naukowego, w tym dzieła Ocena znaczenia alergenów pokarmowych u dzieci chorych na astmę oparta na doustnych próbach prowokacyjnych, testach nadreaktywności oskrzeli oraz analizie wybranych markerów immunologicznych, habilitowała się na Uniwersytecie Medycznym w Łodzi w dziedzinie nauk medycznych, dyscyplina medycyna, specjalność pediatria i alergologia. W 2023 otrzymała tytuł profesora nauk medycznych i nauk o zdrowiu w dyscyplinie nauki medyczne.
W 1983 rozpoczęła pracę w Instytucie Pediatrii Akademii Medycznej w Łodzi. W latach 1985–1994 na stanowisku asystentki w I Klinice Chorób Dzieci AM w Łodzi. Od 1994 do 2015 pracowała w Klinice Alergologii, Gastroenterologii i Żywienia Dzieci Uniwersyteckiego Szpitala Klinicznego nr 4 im. Marii Konopnickiej Uniwersytetu Medycznego w Łodzi. 1 września 2015 została kierowniczką Katedry i Kliniki Pediatrii, Alergologii i Gastroenterologii Collegium Medicum im. Ludwika Rydygiera w Bydgoszczy Wydziału Lekarskiego Uniwersytetu Mikołaja Kopernika w Toruniu.